# Strada Statale 51 di Alemagna
Die Strada Statale 51 di Alemagna (Abkürzung: SS 51) ist eine 134,44 km lange italienische Staatsstraße in Norditalien, die von San Vendemiano bei Conegliano über Cortina d’Ampezzo bis nach Toblach führt. Sie liegt in den  Regionen Venetien und Trentino-Südtirol. 
Sie ist ab Pian di Vedoia (bis dorthin verlaufen beide Straßen ziemlich nebeneinander) die unmittelbare Verlängerung der A27 Alemagna.

## Streckenverlauf
Die SS 51 beginnt bei San Vendemiano, im Stadtgebiet der Gemeinde Conegliano an der SS 13 (Strada Statale 13 Pontebbana), und führt über Vittorio Veneto, Ponte nelle Alpi, Longarone nach Tai di Cadore. 
Dort zweigt die SS 51 nach Westen ins Valle del Boite ab und führt nach Cortina d’Ampezzo. Anschließend führt sie nördlich über den Gemärkpass (1518 m) durch das Höhlensteintal nach Toblach bzw. zum Toblacher Sattel im Südtiroler Pustertal. Hier besteht Anschluss an die SS 49, gleichzeitig E 66.
Die SS 51 stellt eine wichtige Verbindung zwischen Venedig und Südtirol bzw. allen deutschsprachigen Ländern dar. Es wird angenommen, dass die Strecke bereits seit der Zeit des Römischen Reiches von großer Bedeutung ist.
Die an der SS 51 gelegenen „Case Cantoniere“ (rötliche Gebäude mit Geräteschuppen) waren Wartungshäuser der italienischen Straßenbetriebsgesellschaft ANAS, in denen „Flicker“ wohnten, während sie an der Straße arbeiteten.

## Sonstiges
Während des Ersten Weltkriegs bauten Österreicher und Italiener etwa parallel zur Strecke der SS 51 jeweils eine Schmalspurbahn. Nachdem die italienische Dolomitenfront im Herbst 1917 zusammengebrochen war, verbanden die Österreicher diese beiden zur Dolomitenbahn. 1918 kam diese in italienische Hand. Seit dem 21. Juni 1921 transportierte sie auch Personen. In den 1960er Jahren wurde der Verkehr eingestellt; später wurden Schienen und Schwellen demontiert. Auf ca. 66 km der ehemaligen Bahntrasse verläuft heute der Lange Weg der Dolomiten, ein Radwanderweg.